# Nothing Compares 2 U
"Nothing Compares 2 U" là một bài hát được sáng tác bởi Prince cho album phòng thu đầu tiên của ban nhạc dự án của ông The Family, The Family (1985). Tuy nhiên, bài hát chỉ thực sự nổi tiếng với bản hát lại của nghệ sĩ thu âm người Ireland Sinéad O'Connor, người đã phát hành nó như là đĩa đơn thứ hai trích từ album phòng thu thứ hai của cô, I Do Not Want What I Haven't Got (1990). Nội dung bài hát đề cập đến cảm giác cô đơn và trống rỗng của một người khi phải rời xa người mình yêu thương, và được truyền cảm hứng từ một thành viên của The Family, người vừa chia tay người bạn gái lúc bấy giờ. Nó cũng được phát hạnh không dính với tên The Hits 1và The Hits 2, nhưng đĩa hát The B-Sideschỉ có thể được nhận nếu mua bộ hoàn toàn. Cả hai đĩa Hits và bộ hoàn toàn đều được phát hạnh trong cùng một ngày. Đa số các bài hát (A-side and B-sides) trong The Hits/The B-Sides được biểu hiện trong hình đơn độc được sửa của mình. Phiển bản ghi âm của Prince bao gồm một hỗn hợp phong cách duy nhất: nó có mạnh mẽ cùng với ballad sức mà O'Connor ghi về sau, nhưng nó có nhiều hơn âm thanh rock 'n roll, gồm có riff ghitar như lửa, một độc tấu saxophone nóng rực và âm bằng miệng phát điện của Prince.
Phiên bản của O'Connor được sản xuất bởi cô và Nellee Hooper đã nhận được những đánh giá cao từ các nhà phê bình âm nhạc, và lọt vào danh sách những bài hát xuất sắc nhất của nhiều ấn phẩm âm nhạc, bao gồm được liệt kê ở vị trí thứ 162 trong danh sách 500 bài hát vĩ đại nhất mọi thời đại của tạp chí Rolling Stone. Về mặt thương mại, "Nothing Compares 2 U" đã gặt hái những thành công vượt trội trên toàn cầu, đạt vị trí quán quân tại 17 quốc gia như Úc, Áo, Canada, Đức, Ireland, Mexico, Hà Lan, New Zealand, Na Uy, Thụy Điển, Thụy Sĩ và Vương quốc Anh và Hoa Kỳ. Nó nắm giữ vị trí số một trên bảng xếp hạng Billboard Hot 100 trong bốn tuần liên tiếp, và là đĩa đơn thành công thứ ba của năm 1990 tại đây.
Video ca nhạc cho "Nothing Compares 2 U" được đạo diễn bởi John Maybury đã nhận được nhiều lời tán dương từ giới phê bình, trong đó hình ảnh cận mặt của O'Connor khi đang hát được đánh giá là một "kiệt tác". Ngoài ra, video còn bao gồm những hình ảnh nữ ca sĩ đi bộ qua một khu vực của Paris được gọi là Parc de Saint-Cloud. Nó đã giành chiến thắng ở ba hạng mục trên tổng số sáu đề cử tại Giải Video âm nhạc của MTV năm 1990 cho Video xuất sắc nhất của nữ ca sĩ, Video Post-Modern xuất sắc nhất và Video của năm, trở thành video đầu tiên của một nghệ sĩ nữ làm được điều này. Video đã được nhại lại bởi nhiều nghệ sĩ và được xem là nguồn cảm hứng cho nhiều video ca nhạc khác, nổi bật là "Wrecking Ball" (2013) của Miley Cyrus.
"Nothing Compares 2 U" đã được hát lại bởi nhiều nghệ sĩ, bao gồm chính tác giả của bài hát - Prince. Sau sự ra đi đột ngột của ông vào năm 2016, bài hát đã được một số nghệ sĩ như Madonna, Coldplay và Chris Connell trình bày như là lời tri ân đến nam ca sĩ. Năm 1991, phiên bản của O'Connor nhận được ba đề cử giải Grammy cho Thu âm của năm, Bài hát của năm, Trình diễn giọng pop nữ xuất sắc nhất và Video hình thái ngắn xuất sắc nhất.

## Danh sách bài hát
| Đĩa 7" 1. "Nothing Compares 2 U" – 5:09 2. "Jump in the River" – 4:13 | Đĩa CD maxi 1. "Nothing Compares 2 U" – 5:09 2. "Jump in the River" – 4:13 3. "Jump in the River" (không lời) – 4:04 |

## Xếp hạng
| Bảng xếp hạng (1990)                  | Vị trí cao nhất |
| ------------------------------------- | --------------- |
| Úc (ARIA)                             | 1               |
| Áo (Ö3 Austria Top 40)                | 1               |
| Bỉ (Ultratop 50 Flanders)             | 1               |
| Canada (RPM)                          | 1               |
| Canada Adult Contemporary (RPM)       | 1               |
| Châu Âu (European Hot 100 Singles)    | 1               |
| Phần Lan (Suomen virallinen lista)    | 1               |
| Pháp (SNEP)                           | 5               |
| Đức (Official German Charts)          | 1               |
| Ireland (IRMA)                        | 1               |
| Ý (FIMI)                              | 1               |
| Hà Lan (Dutch Top 40)                 | 1               |
| Hà Lan (Single Top 100)               | 1               |
| New Zealand (Recorded Music NZ)       | 1               |
| Na Uy (VG-lista)                      | 1               |
| Ba Lan (Polish Airplay Top 100)       | 1               |
| Tây Ban Nha (PROMUSICAE)              | 1               |
| Thụy Điển (Sverigetopplistan)         | 1               |
| Thụy Sĩ (Schweizer Hitparade)         | 1               |
| Anh Quốc (OCC)                        | 1               |
| Hoa Kỳ Billboard Hot 100              | 1               |
| Hoa Kỳ Adult Contemporary (Billboard) | 2               |
| Hoa Kỳ Alternative Songs (Billboard)  | 1               |
| Bảng xếp hạng (2011)                  | Vị trí cao nhất |
| Đan Mạch (Tracklisten)                | 19              |

| Bảng xếp hạng (1990)                 | Vị trí |
| ------------------------------------ | ------ |
| Australia (ARIA)                     | 1      |
| Austria (Ö3 Austria Top 40)          | 2      |
| Belgium (Ultratop 50 Flanders)       | 3      |
| Canada Top Singles (RPM)             | 3      |
| Canada Adult Contemporary (RPM)      | 1      |
| Denmark (Tracklisten)                | 2      |
| Germany (Official German Charts)     | 2      |
| Italy (Hit Parade)                   | 8      |
| Netherlands (Dutch Top 40)           | 1      |
| Netherlands (Single Top 100)         | 1      |
| New Zealand (Recorded Music NZ)      | 11     |
| Norway Spring Period (VG-lista)      | 4      |
| Norway Winter Period (VG-lista)      | 1      |
| Switzerland (Schweizer Hitparade)    | 6      |
| UK Singles (Official Charts Company) | 2      |
| US Billboard Hot 100                 | 3      |
| US Adult Contemporary (Billboard)    | 26     |
| US Modern Rock Tracks (Billboard)    | 6      |

| Bảng xếp hạng (1990–1999)            | Vị trí |
| ------------------------------------ | ------ |
| Netherlands (Dutch Top 40)           | 60     |
| UK Singles (Official Charts Company) | 65     |
| US Billboard Hot 100                 | 82     |

| Bảng xếp hạng        | Vị trí |
| -------------------- | ------ |
| US Billboard Hot 100 | 92     |

## Chứng nhận
| Quốc gia                                                                           | Chứng nhận  | Số đơn vị/doanh số chứng nhận |
| ---------------------------------------------------------------------------------- | ----------- | ----------------------------- |
| Úc (ARIA)                                                                          | 2× Bạch kim | 140,000^                      |
| Áo (IFPI Áo)                                                                       | Bạch kim    | 30,000*                       |
| Đức (BVMI)                                                                         | Vàng        | 250,000^                      |
| New Zealand (RMNZ)                                                                 | Vàng        | 5.000*                        |
| Thụy Điển (GLF)                                                                    | Bạch kim    | 50,000^                       |
| Anh Quốc (BPI)                                                                     | Bạch kim    | 600,000                       |
| Hoa Kỳ (RIAA)                                                                      | Bạch kim    | 1,000,000                     |
| * Chứng nhận dựa theo doanh số tiêu thụ. ^ Chứng nhận dựa theo doanh số nhập hàng. |             |                               |